# Mètode del gradient conjugat

Una comparació de la convergència del descens del gradient amb la mida òptima del pas (en verd) i el vector conjugat (en vermell) per minimitzar una funció quadràtica associada a un sistema lineal donat. El gradient conjugat, assumint l'aritmètica exacta, convergeix en com a màxim n passos, on n és la mida de la matriu del sistema (aquí n = 2).

En matemàtiques, el mètode del gradient conjugat és un algorisme per a la solució numèrica de sistemes particulars d'equacions lineals, és a dir, aquells la matriu dels quals és positiva-semidefinida. El mètode del gradient conjugat sovint s'implementa com un algorisme iteratiu, aplicable a sistemes dispersos que són massa grans per ser manejats per una implementació directa o altres mètodes directes com la descomposició de Cholesky. Sovint sorgeixen grans sistemes dispersos quan es resol numèricament equacions en derivades parcials o problemes d'optimització.
El mètode del gradient conjugat també es pot utilitzar per resoldre problemes d'optimització sense restriccions com la minimització d'energia. S'atribueix comunament a Magnus Hestenes i Eduard Stiefel, que el van programar a la Z4, i el van investigar àmpliament.
El mètode del gradient biconjugat proporciona una generalització a matrius no simètriques. Diversos mètodes de gradient conjugat no lineal busquen mínims de problemes d'optimització no lineal.

## Descripció del problema abordat pels gradients conjugats
Suposem que volem resoldre el sistema d'equacions lineals
{\displaystyle \mathbf {A} \mathbf {x} =\mathbf {b} }
per al vector {\displaystyle \mathbf {x} }, on el conegut {\displaystyle n\times n} matriu {\displaystyle \mathbf {A} } és simètric (és a dir, AT = A), positiu definit (és a dir, xTAx > 0 per a tots els vectors diferents de zero {\displaystyle \mathbf {x} } en Rn), i real, i {\displaystyle \mathbf {b} } també es coneix. Denotem la solució única d'aquest sistema per {\displaystyle \mathbf {x} _{*}}.

## La derivació com a mètode directe
El mètode del gradient conjugat es pot derivar des de diverses perspectives diferents, inclosa l'especialització del mètode de direcció conjugada per a l'optimització i la variació de la iteració d'Arnoldi/Lanczos per a problemes de valors propis. Malgrat les diferències en els seus enfocaments, aquestes derivacions comparteixen un tema comú: demostrar l'ortogonalitat dels residus i la conjugació de les direccions de cerca. Aquestes dues propietats són crucials per desenvolupar la coneguda formulació sucinta del mètode.

## Com a mètode iteratiu
Si triem els vectors conjugats {\displaystyle \mathbf {p} _{k}} amb cura, llavors potser no els necessitem tots per obtenir una bona aproximació a la solució {\displaystyle \mathbf {x} _{*}}. Per tant, volem considerar el mètode del gradient conjugat com un mètode iteratiu. Això també ens permet resoldre aproximadament sistemes on n és tan gran que el mètode directe trigaria massa temps.
Denotem la conjectura inicial de x∗ per x0 (podem suposar sense pèrdua de generalitat que x0 = 0, en cas contrari considerem el sistema Az = b − Ax0). Començant per x 0 busquem la solució i en cada iteració necessitem una mètrica que ens indiqui si estem més a prop de la solució x∗ (que ens és desconeguda). Aquesta mètrica prové del fet que la solució x∗ també és l'únic minimitzador de la següent funció quadràtica
{\displaystyle f(\mathbf {x} )={\tfrac {1}{2}}\mathbf {x} ^{\mathsf {T}}\mathbf {A} \mathbf {x} -\mathbf {x} ^{\mathsf {T}}\mathbf {b} ,\qquad \mathbf {x} \in \mathbf {R} ^{n}\,.}